# Red Cloud
Pour la ville du Nebraska, voir Red Cloud (Nebraska).
Red Cloud (en lakota: Maȟpíya Lúta en français Nuage rouge), né en 1822 près de l'actuelle North Platte (Nebraska) et mort le 10 décembre 1909 à Pine Ridge (Dakota du Sud), est un chef sioux.
Chef des Amérindiens sioux Oglalas, il ne le devient que par sa bravoure et sa témérité, n'étant pas lui-même fils de chef. Il gagne de nombreuses batailles et incite de nombreux chefs sioux à faire de même pendant la « guerre de Red Cloud » qu’il dirige de 1866 à 1868, guerre qui vise le retrait des forces armées de la piste Bozeman, la piste du Montana qui traverse le territoire sioux. Par le traité de Fort Laramie en 1868, il obtient l’abandon des forts militaires le long de la piste Bozeman ainsi que des garanties territoriales sur une réserve de 240 000 km2 (comprenant la partie occidentale du Sud-Dakota, le nord du Wyoming et l’est du Montana). En 1876 et 1889, les Sioux furent cependant forcés de concéder la plus grande partie de ce territoire.
Red Cloud ne prendra part ni aux affrontements de 1876, ni à ceux de 1890-1891. Il meurt à 87 ans dans la réserve de Pine Ridge (Dakota du Sud). Il est inhumé dans cette réserve.

## Premières années
Red Cloud est né près de la Platte, près de l'actuelle ville de North Platte dans le Nebraska. Sa mère, Walks As She Thinks, était une oglala et son père, Lone Man, était un chef brûlé. Ces deux nations faisaient partie des sept nations lakotas.
Du fait du caractère matrilinéaire de la culture Lakota, Red Cloud a grandi dans le clan de sa mère. Il a été éduqué par son oncle maternel Old Chief Smoke (1774–1864), qui a joué un rôle majeur dans l'éducation et le développement de Red Cloud.
Dès son jeune âge, Red Cloud a été amené à combattre les nations voisines des Pawnees et des Crows, ce qui a renforcé son expérience des guerres.

## La guerre de Red Cloud
La guerre de Red Cloud est le nom que l'armée américaine a donné à une série de conflits avec les tribus amérindiennes des plaines dans les territoires du Wyoming et du Montana. Les batailles ont été menées entre les Cheyennes du Nord, alliés aux bandes Lakotas et Arapahos, contre l'armée entre 1866 et 1868. En décembre 1866, les alliés amérindiens ont attaqué et vaincu une unité américaine dans ce qu'ils ont appelé la bataille de Fetterman, qui était à ce moment-là celle qui avait fait le plus de victimes américaines.
Le capitaine William J. Fetterman a été envoyé de Fort Phil Kearny avec deux civils et 79 cavaliers et fantassins pour chasser un petit groupe de guerre amérindien qui avait attaqué un groupe de ramassage de bois quelques jours auparavant. Le capitaine Frederick Brown accompagnait Fetterman ; les deux étaient confiants dans leurs troupes et impatients d'aller au combat avec les Amérindiens. Ils ont désobéi aux ordres de rester derrière le Lodge Trail Ridge et ont poursuivi un petit groupe de guerriers leurres, dirigé par un Amérindien sur un cheval apparemment blessé. Le leurre était en fait l'éminent guerrier Crazy Horse. Fetterman et ses troupes ont suivi le leurre dans une embuscade de plus de 2 000 Sioux, Cheyennes et Arapahos. Les forces amérindiennes combinées n'ont subi que 14 pertes, alors qu'elles ont tué l'ensemble du détachement américain de 81 hommes.
À la suite de cette bataille, une commission de paix américaine a visité les plaines en 1867 pour recueillir des informations pour aider à ramener la paix entre les tribus et les États-Unis. Les Lakotas, Cheyennes du Nord, Arapahos et d'autres bandes se sont engagées pour la paix avec les États-Unis en vertu du traité de Fort Laramie. Les États-Unis ont accepté d'abandonner leurs forts et de se retirer complètement du territoire lakota.

## Traité de 1868

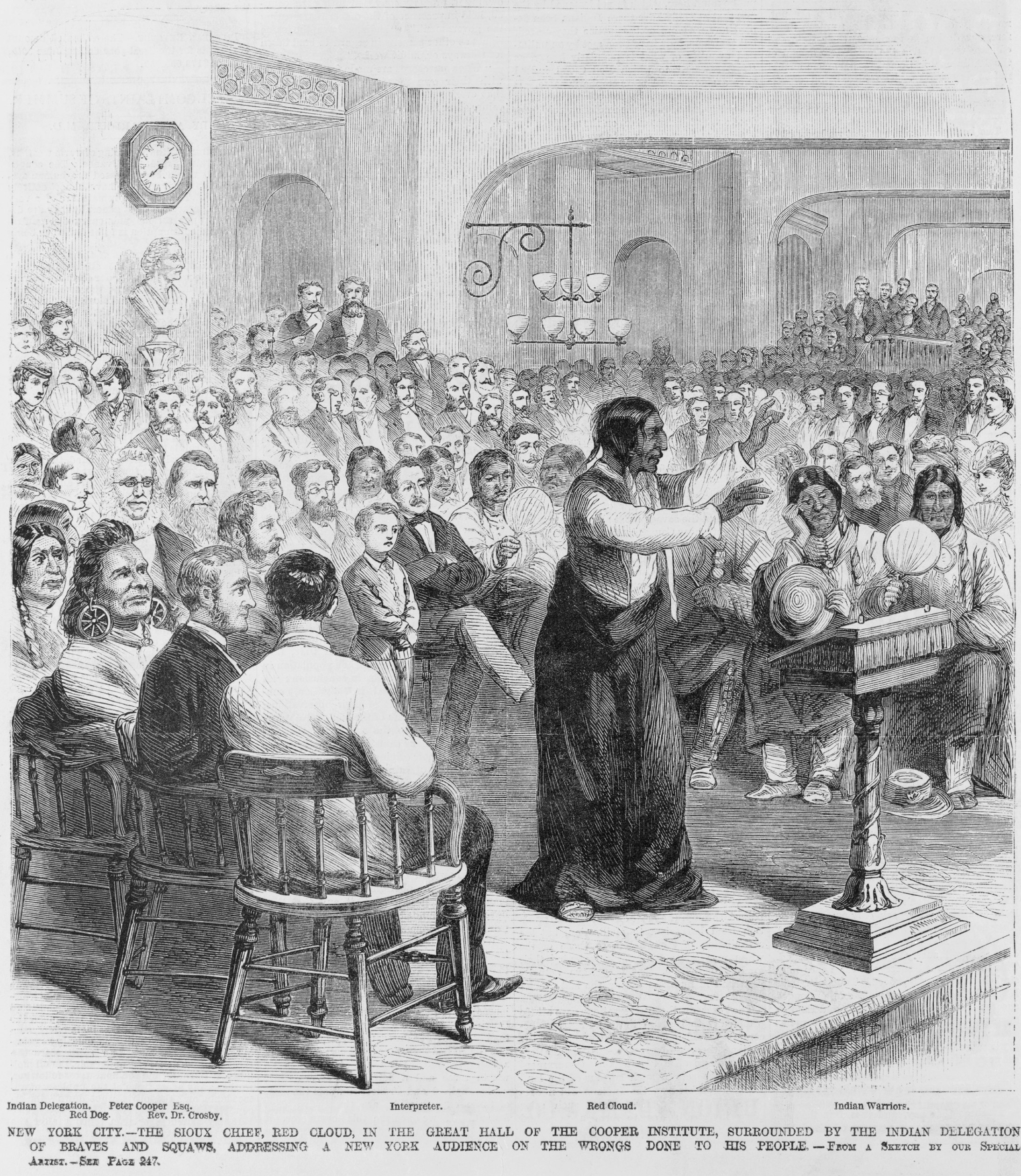
Red Cloud, dans la grande salle du Cooper Institute, entouré de la délégation amérindienne, s'adressant à un public new-yorkais sur les torts causés à son peuple.

Le traité de Fort Laramie a établi la Grande Réserve sioux, couvrant le territoire de West River, à l'ouest de lar rivière Missouri dans l'actuel Nebraska (qui avait été admis en tant qu'État en 1867), et comprenant des parties du Dakota du Sud. Les relations difficiles entre les États-Unis en expansion et les indigènes se sont poursuivies. En 1870, Red Cloud s'est rendu à Washington, D.C. et a rencontré le commissaire aux affaires indiennes Ely S. Parker (un Sénéca et général de l'armée américaine) et le président Ulysses S. Grant.
En 1871, le gouvernement a créé l'agence de Red Cloud sur la rivière Platte, en aval de Fort Laramie. Comme indiqué dans le traité de 1868, le personnel de l'agence était chargé de distribuer des rations hebdomadaires aux Oglalas et de fournir l'approvisionnement annuel en espèces et en biens de rente. L'agent et les responsables de Washington déterminaient le montant de l'annuité à payer en espèces ou en biens, et parfois les fournitures étaient en retard, en mauvais état, d'un montant insuffisant ou n'arrivaient jamais du tout. Red Cloud a emmené son groupe à l'agence (un prédécesseur de la réserve amérindienne) et a essayé de les aider dans la transition vers un mode de vie différent. À l'automne 1873, l'agence a été déplacée vers la partie supérieure de White River, dans le nord-ouest du Nebraska.
Selon Charles A. Eastman (Ohiyesa), Red Cloud a été le dernier à signer, « ayant refusé de le faire jusqu'à ce que tous les forts de leur territoire soient évacués. Toutes ses demandes ont été acceptées, la nouvelle route abandonnée, les garnisons retirées, et un nouveau traité stipulait clairement que les Black Hills et la Big Horn étaient des terres indiennes, mises à part pour leur occupation perpétuelle, et qu'aucun homme blanc ne devrait entrer dans cette région sans le consentement des Sioux. [...] À peine ce traité fut-il signé, cependant, que de l'or a été découvert dans les Black Hills, et le cri populaire était : "Enlevez les Indiens!"... Le gouvernement, au début, a lancé une petite protestation, juste assez pour "sauver la face"... mais il n'y a eu aucune tentative sérieuse d'empêcher la violation massive du traité. »

## Guerre des Black Hills de 1876-1877

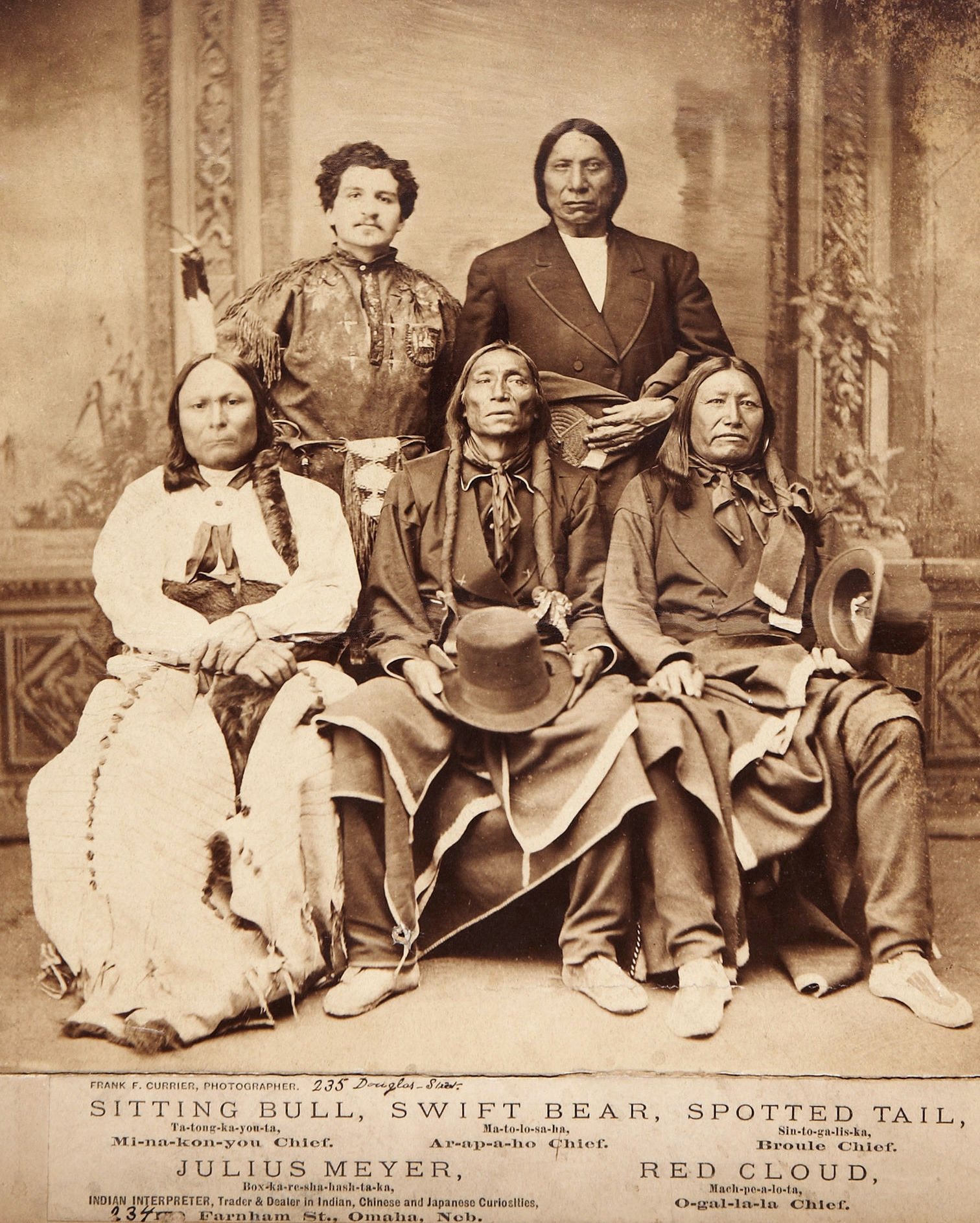
Red Cloud posant avec Julius Meyer (1851-1909), interprète de langues amérindiennes, en compagnie de plusieurs chefs indiens ("Young" Sitting Bull des Oglalas, Swift Bear et Spotted Tail) à Omaha (1875),.

Red Cloud s'installa dans la réserve avec sa bande à l'automne 1873. Il entra bientôt en conflit avec le nouvel agent indien, le Dr John J. Saville.
En 1874, le lieutenant-colonel George Custer a mené une mission de reconnaissance sur le territoire sioux qui a signalé de l'or dans les Black Hills, une zone considérée comme sacrée par les Amérindiens locaux. Auparavant, l'armée avait tenté en vain d'éloigner les mineurs de la région et la menace de confrontations violentes s'est accrue. En mai 1875, des délégations lakotas dirigées par Red Cloud, Spotted Tail et Lone Horn (en) se sont rendues à Washington pour tenter de persuader le président Grant d'honorer les traités existants et d'endiguer le flux de mineurs sur leurs terres. Les Amérindiens ont rencontré à plusieurs reprises Grant, le secrétaire à l'Intérieur Columbus Delano et le commissaire aux Affaires indiennes Edward Parmelee Smith (en). Il leur a assuré le 27 mai que le Congrès était prêt à résoudre le problème en payant aux tribus 25 000 $ pour leurs terres et en les réinstallant sur le territoire indien. Les délégués ont refusé de signer un tel traité, Spotted Tail disant à propos de la proposition : « Quand j'étais ici avant, le président m'a donné mon pays, et j'ai placé ma mise dans un bon endroit, et là je veux rester. [...] Vous parlez d'un autre pays, mais ce n'est pas mon pays ; cela ne me concerne pas et je ne veux rien avoir à faire avec cela. Je n'y suis pas né. [...] Si c'est un si bon pays, vous devriez y envoyer les hommes blancs de notre pays et nous laisser tranquilles. » Bien que Red Cloud n'ait pas réussi à trouver une solution pacifique, il n'a pas pris part à la guerre des Black Hills de 1876-1877, qui a été menée par Tȟašúŋke Witkó (Crazy Horse) et Tȟatȟáŋka Íyotake (Sitting Bull).
À l'automne 1877, l'agence de Red Cloud a été déplacée vers la partie supérieure du Missouri. L'année suivante, elle a été déplacée à l'embranchement de la rivière White, dans l'actuel Dakota du Sud, où elle a été rebaptisée réserve indienne de Pine Ridge.

## Derniers jours

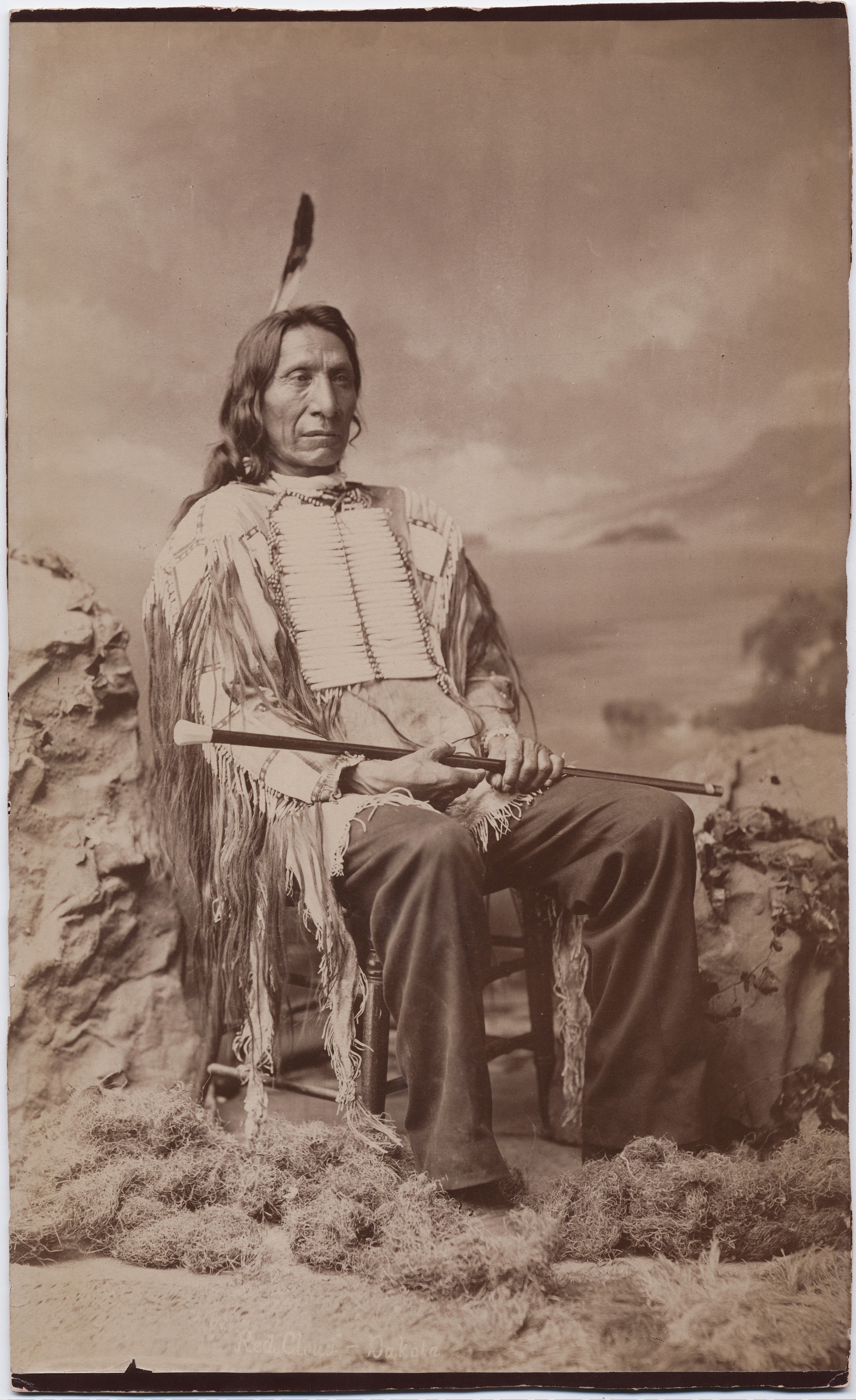
« Red Cloud », photographie en noir et blanc de John K. Hillers (1843-1925), publiée par Charles M. Bell.

Red Cloud est devenu un leader des Lakotas alors qu'ils passaient de la liberté des plaines au confinement de la réserve. Son voyage à Washington l'avait convaincu du nombre et de la puissance des Américains européens, et il pensait que les Oglalas devaient rechercher la paix.
Vers 1880, il rend visite (pas pour la première fois) au paléontologue et géologue Othniel Charles Marsh à New Haven. Marsh s'était rendu pour la première fois à l'agence de Red Cloud en 1874, alléguant, entre autres, que « les Indiens souffraient du manque de nourriture et d'autres fournitures parce qu'ils avaient été privés de rentes et de bétail de boucherie et recevaient du porc non comestible, de la farine de moindre qualité, du mauvais sucre et du café et du tabac pourris. »
En 1884, lui et sa famille ainsi que cinq autres dirigeants se sont convertis, et ont été baptisés comme catholiques par le père Joseph Bushman.
Red Cloud a continué à se battre pour son peuple, même après avoir été contraint de rejoindre la réserve. En 1887, il s'oppose au Dawes Act, qui divise les exploitations tribales communales et attribue des parcelles de 65 ha pour l'agriculture de subsistance aux chefs de famille sur des listes tribales. Les États-Unis ont déclaré des terres tribales communales supplémentaires comme excédentaires et les ont vendues à des colons immigrés. En 1889, Red Cloud s'est opposé à un traité pour vendre davantage de terres Lakotas. En raison de sa constance et de celle de Sitting Bull, les agents du gouvernement n'ont obtenu les signatures nécessaires à l'approbation que par des subterfuges, comme l'utilisation des signatures d'enfants. Red Cloud a négocié âprement avec des agents indiens tels que le Dr Valentine McGillycuddy.
En 1909, Red Cloud mourut sur la réserve de Pine Ridge. À 87 ans, il a survécu à presque tous les autres grands chefs Lakotas des guerres indiennes. Il y fut enterré, dans un cimetière qui porte aujourd'hui son nom. Dans la vieillesse, il est cité comme ayant dit : « Ils nous ont fait de nombreuses promesses, plus que je ne m'en souvienne. Mais ils n'en ont tenu qu'une - Ils ont promis de prendre notre terre [...] et ils l'ont prise. »

## Héritage et distinctions

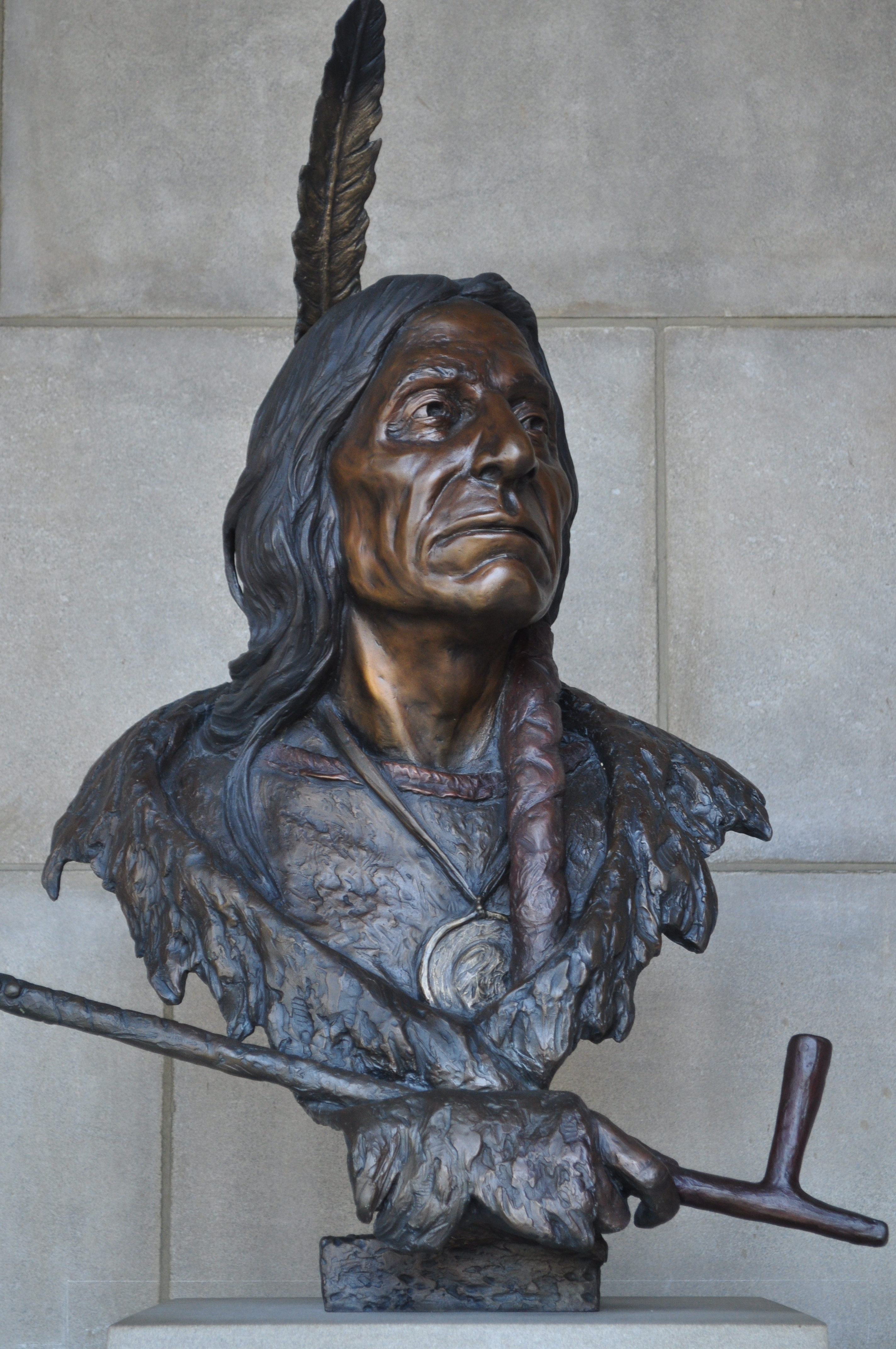
Buste de Red Cloud par Jim Brothers, Nebraska Hall of Fame.

L'annonce de la mort de Red Cloud et la reconnaissance de ses réalisations ont été imprimées dans les principaux journaux du pays. Comme cela avait été typique de la perception américaine pendant l'importance de Red Cloud dans la guerre, l'article du New York Times sur sa mort l'a décrit à tort comme le chef de toutes les bandes et tribus sioux, mais a noté ses capacités en tant que chef et diplomate. Bien qu'il ait été un chef de file éminent, les Lakotas étaient très décentralisés et n'ont jamais eu de chef général, en particulier des principales divisions, telles que Oglala et Brulé,,.
Il existe 128 photographies connues représentant Red Cloud, ce qui en fait l'Indien d'Amérique le plus photographié du XIXe siècle. Il a été photographié pour la première fois en 1872 à Washington par Mathew Brady, juste avant de rencontrer le président Grant. Il faisait également partie des Indiens photographiés par Edward S. Curtis.
En 1871, la ville de Red Cloud a été nommée en son honneur.
Moss Icon, un groupe post-hardcore basé à Annapolis, a sorti son EP Mahpiua Luta en 1989. Les paroles de leur chanson de 1992 Sioux Day contiennent des références répétées à Red Cloud.